# Escampavía

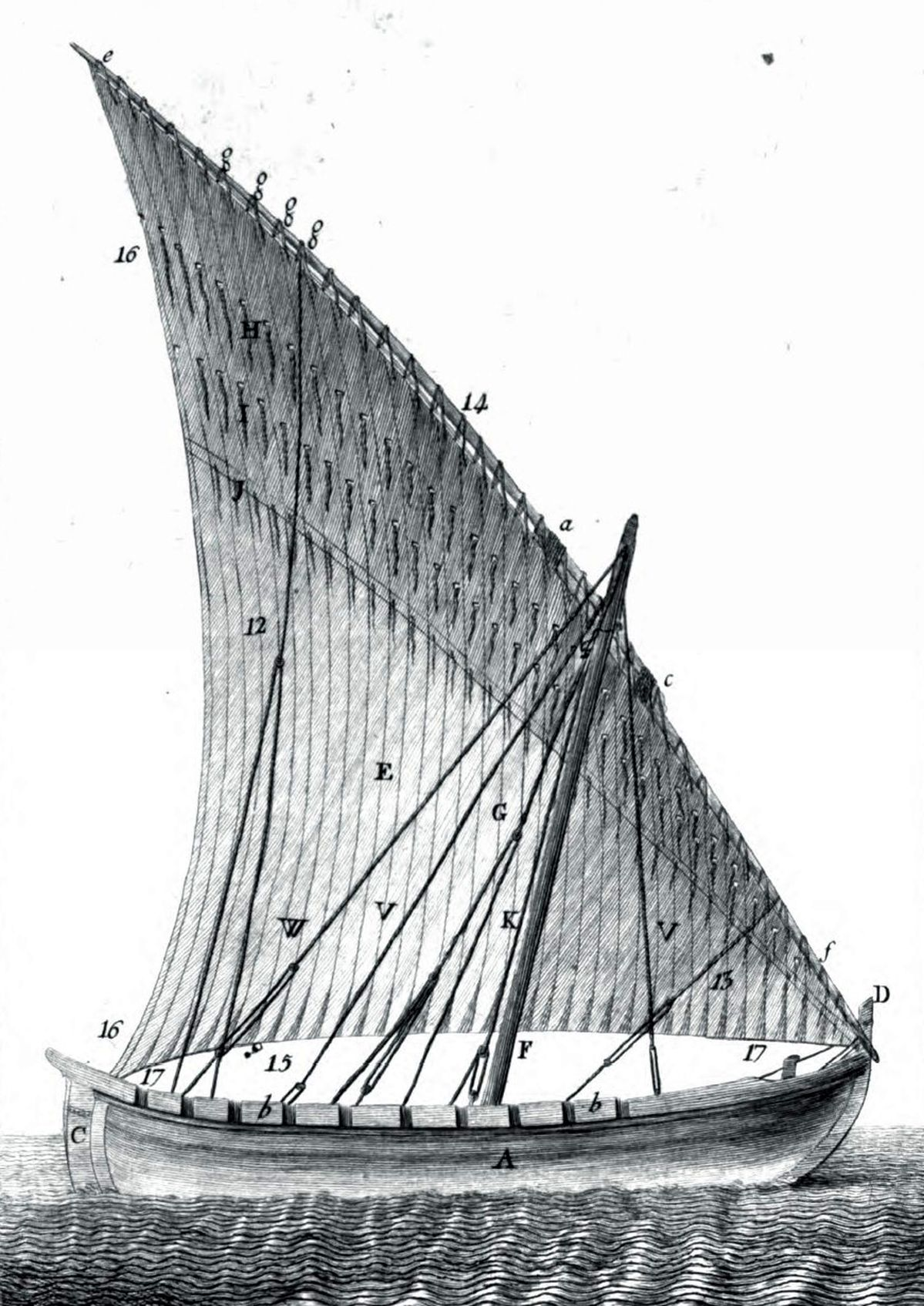
Falucho catalán (Sáñez Reguart - 1796).

En el campo de la náutica, la escampavia es una embarcación armada ligera, auxiliar de otra embarcación mayor.  Más que un tipo determinado de barco se trata de una función que puede ser cumplida por embarcaciones diferentes. Dependiendo de la época, de las aguas de navegación y del servicio concreto considerado.
Una primera clasificación temporal se puede basar en el sistema de propulsión: velas y remos o motor. Dentro de la propulsión a velas y remos hay dos funciones principales. La primera la función clásica y genérica de buque auxiliar de un grupo u otro barco mayor. Otra función muy específica hace referencia al servicio de guardacostas.

## Escampavía moderno

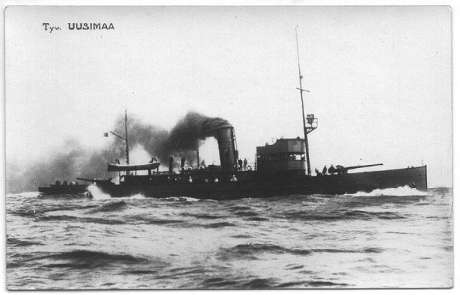
Un escampavía finlandés.

Otro significado más moderno, con escampavías propulsados a motor, está bien vigente en algunos países sudamericanos. Empleando el término castellano en singular: "escampavía". Fue un tipo de buque de las marinas de guerra y guardacostas caracterizado por su escaso tonelaje y calado, con casco de hierro y propulsión a hélice. La escampavía no solía desplazar más de 500 toneladas, desarrollando velocidades de hasta 10 nudos. El conjunto se completaba con un cañón de escaso calibre. Era habitualmente destinada a labores auxiliares, como guía y exploradora para naves mayores o flotas, reconocimiento hidrográfico y de calas poco profundas, apoyo a faros, patrullaje, persecución del contrabando y salvamento. Por lo mismo, se esperaba que pese a su reducido tamaño la nave tuviera capacidades marineras.   
Muchas de sus funciones (sondaje de aguas someras, patrullaje, control del contrabando, etc.) son cumplidas por los ahora denominados buques patrulleros.   
Es una designación que se utilizó especialmente entre finales del siglo XIX y la primera mitad del siglo XX. La palabra ya no se aplica a naves activas, aunque el término inglés cutter, que históricamente tuvo relativa equivalencia a escampavía, todavía se sigue usando en el servicio de aduanas británico y la Guardia Costera de Estados Unidos. Pero se debe aclarar que este último servicio denomina por práctica institucional con este apelativo a todos sus buques distintos de lanchas y botes (USCGC; United States Coast Guard Cutter), aunque en rigor muchos de estos "cutters" no corresponden a las características y funciones históricas de este tipo de embarcación. De manera que hoy en Estados Unidos es llamado cutter un rompehielos de 23.000 toneladas (como el "Polar Security Cutter Program"), un patrullero oceánico de 4.600 toneladas (con siluetas y dimensiones propias de una fragata moderna, como la clase Legend) o una bricbarca de tres palos y 1800 toneladas (un buque escuela, como la USCGC Eagle).

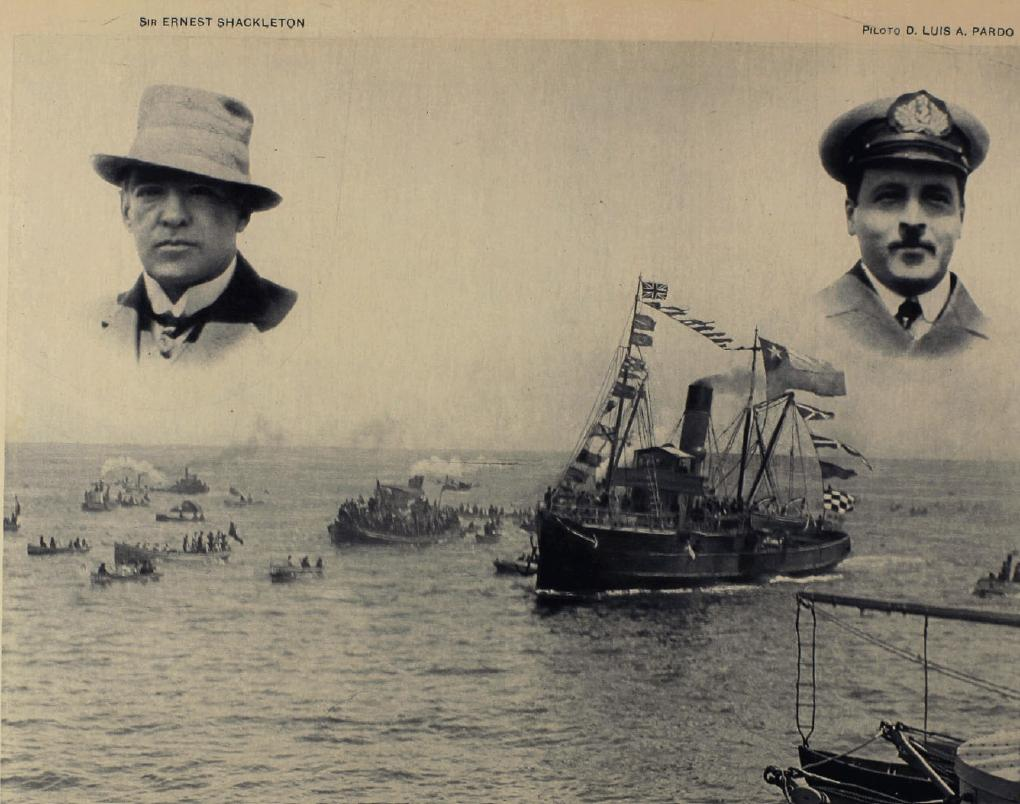
El escampavía Yelcho regresa a Chile empavesado tras rescatar (luego de varios intentos frustrados de otros barco), durante el invierno austral de 1916, a los náufragos de la expedición de Shackleton que sobreviveron durante medio año en la Antártica tras la pérdida del Endurance, destruida por los hielos del Mar de Wedell. La pieza gráfica de la época muestra también a los capitanes de la Endurance (Shackleton) y la Yelcho (Luis Pardo Villalón).

Uno de estos buques, la escampavía Yelcho, al mando del piloto Luis Pardo Villalón, de la Armada de Chile, rescató en 1916 a los náufragos de la expedición de Ernest Shackleton de Isla Elefante, en la Antártica. También en 1878 y 1879 la USRC Thomas Corwin participó en la búsqueda del buque de exploración polar Jeannette, el cual quedó atrapado en el hielo en un intento de alcanzar el Polo Norte. 

## Etimología
Según algunas versiones el término «escampavía», en castellano, proviene de «escampar» y «vía». Por otra parte, el uso de la designación parece datar del siglo diecinueve, en castellano y catalán. Hay dos citas en inglés, del siglo dieciocho:
- 1723. En Impartial History of the Life and Actions of Peter Alexowitz, the present Czar of Muscovy. Por Daniel Defoe.[5]
- 1730.[6]
- 1781. Una traducción italiana de un texto original inglés menciona "scampavia".[7]

Un diccionario en inglés, de 1867, define "scampavia" como una barca de remos (una especie de barca de panescalmo) de Nápoles y Sicilia. Con una vela latina.
Una tercera pista a tener en cuenta es el término "scappavia". 
- 1794. Scappavia.[9]

- 1907. Regata de dos scappavie.[10]
- 1938. «Scappavia». Posible origen griego.[11]

## Propulsión con velas y remos

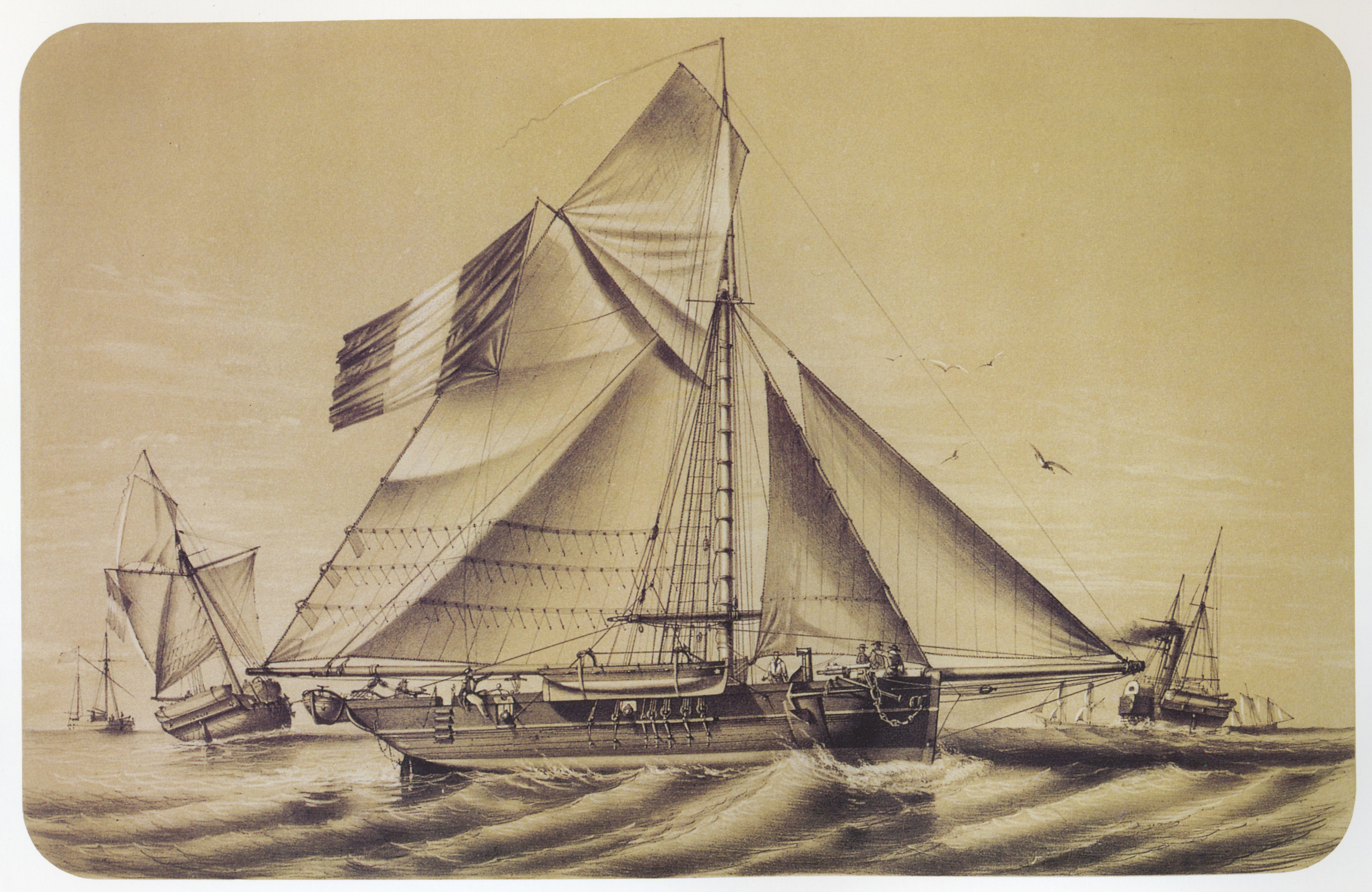
Cúter francés

### Función genérica
Las embarcaciones que acompañan a una flota han sido utilizadas en muchas épocas de la navegación, p.e.: liburnas,  barcas de panescalmo, galiotas, fragatas (antiguas), bergantines (primitivos) y otros. El término escampavía es relativamente moderno y se corresponde con una de las acepciones de la palabra "cutter" en inglés.Hay embarcaciones con funciones equivalentes : los avisos . 

### Función específica de guardacostas
En España, en el siglo diecinueve, los escampavías eran las embarcaciones pequeñas destinadas a la función de guardacostas. Algunas definiciones indican que eran pequeños barcos, muy veleros, que navegaban en conserva con un barco principal.  En el mar Mediterráneo tenían aparejo latino,  con un mástil o dos (mayor y mesana). Como un falucho o una barca de mesana (también falucho) en castellano. En las costas atlánticas disponían de otros aparejos. Los escampavías estaban destinados a explorar pequeñas calas y perseguir barcos sospechosos con remos y velas.
Un documento de 1850 indica las embarcaciones de diversas divisiones marítimas. Siete divisiones marítimas en concreto. Los datos son los siguientes.

Artículo 1. El servicio de guarda-costas será desempeñado por los buques de guerra que actualmente están asignados al resguardo de las mismas, por los vapores Lepanto, Isabel II y Vulcano, y por los faluchos Plutón y Africano, que nuevamente se destinan al mismo objeto. Art. 2. Aumentada así esta fuerza , se distribuirá en siete divisiones , de la manera siguiente : La 1. se compondrá de un vapor , seis faluchos y doce escampavías , y vigilará las costas de las provincias de Gerona , Barcelona y Tarragona. La 2. se compondrá de un vapor, cuatro faluchos y cinco escampavías, y guardará las islas Baleares. La 3a, formada por un vapor, cinco faluchos y cinco escampavías, comprenderá las provincias de Castellón, Valencia y Alicante. La 4a, con un vapor, seis faluchos y cinco escampavías, las de Murcia y Almería. La 5a, con un vapor, un bergantín-goleta, siete faluchos y doce escampavías, las de Granada y Málaga y parte de la de Cádiz hasta Tarifa. La 6a, con un vapor, un místico, seis faluchos y ocho escampavías, lo restante de la provincia de Cádiz, la de Huelva hasta Portugal y las islas Canarias. Y la 7a , con un bergantín-goleta, una goleta, un místico, dos lugres y once escampavías, toda la costa Norte de España desde el rio Miño al Vidasoa.
Boletín oficial del Ministerio de Hacienda.

## Escampavías de motor
Desde la adopción del vapor, los escampavías eran barcos pequeños y de poco calado. Con buque de hierro y propulsados con hélices. La denominación se empleó desde el siglo diecinueve hasta principios del siglo veinte. Actualmente el término escampavías ha quedado obsoleto (por lo menos en España). Las funciones de los escampavías a motor las realizan los patrulleros